# Lista okrętów Royal Navy, C
Ta sekcja listy okrętów Royal Navy zawiera wszystkie okręty Royal Navy których nazwa zaczyna się od C.
Aby zobaczyć wyłącznie listę okrętów obecnie pozostających w służbie, zobacz Lista obecnie służących okrętów Royal Navy
W wielu przypadkach nazwa była używana wielokrotnie dla wielu jednostek na przestrzeni wieków. Jeżeli tak było, to po kliknięciu na nazwę powinno się wyświetlić hasło zawierające spis wszystkich jednostek noszących taką nazwę.
- „C1”
- „C2”
- „C3”
- „C4”
- „C5”
- „C6”
- „C7"
- „C8”
- „C9”
- „C10”
- „C11”
- „C12”
- „C13”
- „C14”
- „C15”
- „C16”
- „C17"
- „C18”
- „C19”
- „C20”
- „C21”
- „C22”
- „C23”
- „C24”
- „C25”
- „C26”
- „C27"
- „C28”
- „C29”
- „C30”
- „C31”
- „C32”
- „C33"
- „C34”
- „C35”
- „C36”
- „C37"
- „C38”
- „Ça Ira”
- „Cabot”
- „Cachalot”
- „Caddisfly”
- „Cadiz”
- „Cadmus”
- „Caerleon”
- „Caesar”
- „Caicos”
- „Cairns”
- „Cairo”(inne języki)
- „Caistor Castle”
- „Calabash”
- „Calcutta”
- „Caldecot Castle”
- „Calder”
- „Caldwell”
- „Caledon”
- „Caledonia”
- „Calendula”
- „Calgary”
- „Calliope”
- „Calpe”
- „Calshot Castle”
- „Calton”
- „Calypso”
- „Cam”
- „Camberford”
- „Camberley”
- „Cambria”
- „Cambrian”
- „Cambridge”
- „Cambridgeshire”
- „Camel”
- „Cameleon”
- „Camellia”
- „Cameron”
- „Camilla”
- „Campania”
- „Campanula”
- „Campaspe”
- „Campbell”
- „Campbeltown”
- „Camperdown”
- „Camphaan”
- „Campion”
- „Camrose”
- „Canada”
- „Canceaux”
- „Candytuft”
- „Canning”
- „Canopus”
- „Canso”
- „Canterbury”
- „Canterbury Castle”
- „Cap de la Madeleine”
- „Cape Breton”
- „Cape Scott”
- „Cape Wrath”
- „Capel”
- „Capelin”
- „Capetown”
- „Capilano”
- „Caprice”
- „Captain”
- „Captivity”
- „Caradoc”
- „Caraquet”
- „Carcass”
- „Cardiff”
- „Cardigan Bay”
- „Cardingham”
- „Careful”
- „Carew Castle”
- „Carhampton”
- „Carisbrooke Castle”
- „Carlisle”
- „Carlotta”
- „Carlplace”
- „Carmen”
- „Carnarvon”
- „Carnarvon Bay”
- „Carnarvon Castle”
- „Carnatic”
- „Carnation”
- „Caroles”
- „Carolina”
- „Caroline”
- „Carrere”
- „Carrick”
- „Carrick II”
- „Carrier”
- „Carron”
- „Carronade”
- „Carstairs”
- „Carysfort”
- „Cashel”
- „Cassandra”
- „Cassius”
- „Castilian”
- „Castle”
- „Castlemaine”
- „Castlereagh”
- „Castleton”
- „Castor”
- „Cat”
- „Caterham”
- „Catherine”
- „Cato”
- „Caton”
- „Catterick”
- „Cattistock”
- „Caunton”
- „Cauvery”
- „Cavalier”
- „Cavan”
- „Cavendish”
- „Cawsand”
- „Cawsand Bay”
- „Cayman”
- „Cayuga”
- „CC-1”
- „CC-2”
- „Ceanothus”
- „Cedarwood”
- „Celandine”
- „Celebes”
- „Celerity”
- „Celt”
- „Censeur”
- „Censor”
- „Centaur”
- „Centurion”
- „Cephalus”
- „Cerberus”
- „Ceres”
- „Cerf”
- „Cesar”
- „Cessnock”
- „Ceylon”
- „CH-14”
- „CH-15”
- „Chailey”
- „Chaleur”
- „Challenger”
- „Chambly”
- „Chameleon”
- „Chamois”
- „Champion”
- „Champlain”
- „Chance”
- „Chanticleer”
- „Chaplet”
- „Charger”
- „Charity”
- „Charles”
- „Charles and Henry”
- „Charles Galley”
- „Charles Upham”
- „Charles V”
- „Charlestown”
- „Charlock”
- „Charlotte”
- „Charlottetown”
- „Charon”
- „Charwell”
- „Charybdis”
- „Chaser”
- „Chasseur”
- „Chatham”
- „Chatham Double”
- „Chatham Hulk”
- „Chatham Prize”
- „Chatsgrove”
- „Chaudiere”
- „Chawton”
- „Cheam”
- „Chebogue”
- „Chedabucto”
- „Chediston”
- „Cheerful”
- „Cheerly”
- „Chelmer”
- „Chelmsford”
- „Chelsea”
- „Chelsham”
- „Cheltenham”
- „Chepstow”
- „Chepstow Castle”
- „Chequers”
- „Cheriton”
- „Cherwell”
- „Cherokee”
- „Cherub”
- „Cherwell”
- „Chesapeake”
- „Cheshire”
- „Chester”
- „Chester Castle”
- „Chesterfield”
- „Chestnut”
- „Cheviot”
- „Chevreuil”
- „Chevron”
- „Chichester”
- „Chicoutimi”
- „Chiddingfold”
- „Chieftain”
- „Chignecto”
- „Chilcompton”
- „Childers”
- „Childs Play”
- „Chillingham”
- „Chilliwick”
- „Chilton”
- „Chippeway”
- „Chittagong”
- „Chivalrous”
- „Cholmondeley”
- „Christ”
- „Christchurch Castle”
- „Christian VII”
- „Christopher”(inne języki)
- „Christopher Spayne”
- „Chrysanthemum”
- „Chub”
- „Chubb”
- „Church”
- „Churchill”
- „Cicala”
- „Cicero”
- „Circassian”
- „Circe”
- „Citadel”
- „Clacton”
- „Clara”
- „Clarbeston”
- „Clare”
- „Clare Castle”
- „Clarence”
- „Clarkia”
- „Claudia”
- „Claverhouse”
- „Clavering Castle”
- „Claymore”
- „Clayoquot”
- „Clematis”
- „Cleopatra”
- „Cleveland”
- „Clifton”
- „Clinker”
- „Clinton”
- „Clio”
- „Clio”
- „Clitheroe Castle”
- „Clive”
- „Clonmel”
- „Clorinde”
- „Clove Tree”
- „Clovelly”
- „Clover”
- „Clown”
- „Clun Castle”
- „Clyde”
- „Clydebank”
- „Coaticook”
- „Cobalt”
- „Cobham”
- „Cobourg”
- „Cobra”
- „Cochin”
- „Cochrane”
- „Cockade”
- „Cockatrice”
- „Cockburn”
- „Cockchafer”
- „Codrington”(inne języki)
- „Colac”
- „Colchester”
- „Colchester Castle”
- „Colibri”
- „Colleen”
- „Collingwood”
- „Collins”
- „Collinson”
- „Colne”
- „Colombe”
- „Colombo”
- „Colossus”
- „Coltsfoot”
- „Columbia”
- „Columbine”
- „Colwyn”
- „Combatant”
- „Combustion”
- „Comet”
- „Comfrey”
- „Commandant d'Estienne d’Orves”
- „Commandant Detroyat”
- „Commandant Domine”
- „Commandant Drogou”
- „Commandant Duboc”
- „Commerce de Marseille”
- „Commonwealth”(inne języki)
- „Comox”
- „Comus”
- „Conception”
- „Concord”
- „Concorde”
- „Condamine”
- „Condor”
- „Confederate”
- „Confiance”
- „Conflagration”
- „Conflict”
- „Confounder”
- „Congo”
- „Coniston”
- „Conn”
- „Conquerant”
- „Conquerante”
- „Conqueror”
- „Conquest”
- „Conquestador”
- „Conrad”
- „Consort”
- „Constance”
- „Constant”
- „Constant John”
- „Constant Reformation”
- „Constant Warwick”
- „Constitution”
- „Content”
- „Contest”
- „Convert”
- „Convertine”
- „Convolvulus”
- „Convulsion”
- „Conway”
- „Cook”
- „Cooke”(inne języki)
- „Cootamundra”
- „Coote”
- „Coppercliff”
- „Coquette”
- „Coquille”
- „Coral Snake”
- „Cordelia”
- „Coreopsis”
- „Corfe Castle”
- „Coriander”
- „Cormorant”
- „Cornel”
- „Cornelia”
- „Cornelian”
- „Cornerbrook”
- „Cornet Castle”
- „Cornflower”
- „Cornwall”
- „Cornwallis”
- „Coromandel”
- „Coronation”
- „Corso”
- „Corunna”
- „Cosby”
- „Cossack”
- „Cotswold”
- „Cottesmore”
- „Cotton”
- „Coucy”
- „Counterguard”
- „Countess of Hopetown”
- „Courageous”
- „Courageux”
- „Courbet”
- „Coureur”
- „Coureuse”
- „Courier”
- „Courser”
- „Courtneay”
- „Coventry”
- „Cowdray”
- „Cowes Castle”
- „Cowichan”
- „Cowling Castle”
- „Cowper”
- „Cowra”
- „Cowslip”
- „Craccher”
- „Crache-Feu”
- „Cracker”
- „Cradley”
- „Crafty”
- „Craigie”
- „Crane”
- „Cranefly”
- „Cranham”
- „Cranstoun”
- „Crash”
- „Craufurd”
- „Crediton”
- „Creole”
- „Crescent”
- „Cressy”
- „Cretan”
- „Criccieth Castle”
- „Crichton”
- „Cricket”
- „Crispin”
- „Crocodile”
- „Crocus”
- „Crofton”
- „Cromarty”
- „Cromer”
- „Cromer Castle”
- „Cromwell”
- „Croome”
- „Crossbow”
- „Crow"
- „Crown”
- „Crown Malago”
- „Crown Prize”
- „Croxton”
- „Crozier”
- „Croziers”
- „Cruelle”
- „Cruiser”
- „Cruizer”
- „Crusader”
- „Crystal”
- „Cuba”
- „Cubitt”
- „Cuckmere”
- „Cuckoo”
- „Cuffley”
- „Culgoa”
- „Cullin Sound”
- „Culloden”
- „Culver”
- „Culverin”
- „Cumberland”
- „Cupar”
- „Cupid”
- „Curacoa”
- „Curieux”
- „Curlew”
- „Curragh”
- „Curzon”
- „Cutlass”
- „Cutter”
- „Cuttle”
- „Cuxton”
- „Cyane”
- „Cybele”
- „Cyclamen”
- „Cyclops”
- „Cydnus”
- „Cygnet”
- „Cynthia”
- „Cyrene”
- „Cyrus”
- „Czarevitch”